# 引言 (法律)
引言，又稱導言、序言、法例，指法律適用的通例，亦即法律適用上的一般原理原則。法例通常會編列在成文法典的開頭，有將序言、引言自成一章者，亦有在首個章節者。
在大陸法系的民法典中，法例安排於如下的位置：
- 瑞士：引言（Einleitung）
- 奧地利：引言
- 義大利：序編
- 澳門：第一編第一章
- 中華民國：總則編第一章

德國、法國的民法典，則不設法例。臺灣法律學者鄭冠宇認為，法國民法典序編的條文，有類似於法例的功能。